# Kalif Landia
Kalif Landia född 11 september 2020, är en fransk varmblodig travhäst som tränas av Alexis Grimault och körs och rids av Benjamin Rochard.
Han började tävla i januari 2023 och inledde med att komma på fjärdeplats för att sedan ta sin första seger i tredje starten. Han har hittills sprungit in 222 005 euro på 14 starter, varav 4 segrar och 2 andraplatser samt 1 tredjeplats. Den hittills största segern är tagen i Prix de Vincennes (2023).
Hon har även segrat i Prix de Gensac (2023) samt på andraplats i Prix d'Orthez (2023) och på tredjeplats i Prix des Centaures (2024).

## Statistik
| Statistik för Kalif Landia (Ref.) | Statistik för Kalif Landia (Ref.) | Statistik för Kalif Landia (Ref.) | Statistik för Kalif Landia (Ref.) | Statistik för Kalif Landia (Ref.) | Statistik för Kalif Landia (Ref.) |
| --------------------------------- | --------------------------------- | --------------------------------- | --------------------------------- | --------------------------------- | --------------------------------- |
| Starter                           | Placeringar                       | Startprissumma                    | Segerprocent                      | Platsprocent                      | Rekord                            |
| 14                                | 4-2-1                             | 222 005 euro                      | 29 %                              | 50 %                              | 1.11,9ak,                         |

### Större segrar
| År   | Lopp              | Kusk             | Vinstbelopp | Grupp   |
| ---- | ----------------- | ---------------- | ----------- | ------- |
| 2023 | Prix de Vincennes | Benjamin Rochard | 108 000 EUR | Grupp 1 |